# Capparis ferruginea
Capparis ferruginea là một loài thực vật có hoa trong họ Capparaceae. Loài này được L. mô tả khoa học đầu tiên năm 1759.